# 石塚庸三
石塚 庸三（いしづか ようぞう、1915年2月19日 - 1982年4月24日）は、山形県米沢市出身の実業家。東京帝国大学法学部政治学科卒。パイオニア2代目社長としてレーザーディスク事業を推進した。父は山形県立米沢興譲館高等学校教頭の石塚澄。
東芝から日本電子機械工業会に出向後、ミツミ電機を経てスカウトされパイオニアに入社。常務、専務などを経て昭和46年社長に就任。当時低迷した業績を飛躍させた実績から経営のプロともてはやされた。